# سوزان ویل (کالیفرنیا)
سوزان ویل  (به انگلیسی: Susanville) شهری در شهرستان لاسن ایالت کالیفرنیا است که در سرشماری سال ۲۰۱۰ میلادی، ۱۷۹۴۷ نفر جمعیت داشته است.